# Sheldon M. Wolff
Sheldon Malcolm „Shelly“ Wolff (* 19. August 1930 in Newark, New Jersey; † 9. Februar 1994 in Boston) war ein US-amerikanischer Internist und Entzündungsforscher.

## Leben
Wolff erwarb 1952 an der University of Georgia einen Bachelor, verbrachte zwei Auslandsjahre an der Ruprecht-Karls-Universität Heidelberg und studierte an der Vanderbilt University Medizin mit dem M.D. als Studienabschluss 1957. Seine Facharztausbildung in Innerer Medizin absolvierte er an der Vanderbilt University und am Bronx Municipal Medical Center. 1960 wurde er Forschungsassistent bei Vernon Knight am National Institute of Allergy and Infectious Diseases (NIAID, eine Einrichtung der National Institutes of Health, NIH), dessen Position als Leiter des klinischen Forschungslabors und als Quasi-Chefarzt er 1968 übernahm. 1977 wechselte er als Professor für Innere Medizin an die Tufts University und als Chefarzt an das New England Medical Center Hospital in Boston. Zusätzlich übernahm er Aufgaben in der nationalen Facharztorganisation für Innere Medizin (American Board of Internal Medicine).
Wolff befasste sich mit verschiedenen Infektionskrankheiten und dem Phänomen Fieber, seinen Ursachen, seinen Effekten auf den Organismus und seiner Rolle bei Infektionen und entzündlichen und immunologischen Störungen. Seine Aufmerksamkeit galt insbesondere dem Fieber unklarer Genese (fever of unexplained origin, FUO) und dem familiären Mittelmeerfieber (FMF). Er gehörte der Forschergruppe an, die Tampons als wichtigsten Faktor bei der Entstehung des toxischen Schocksyndroms identifizierte. Gemeinsam mit Anthony Fauci entwickelte er Therapieschemata zur Behandlung der Granulomatose mit Polyangiitis, Polyarteriitis nodosa und anderer nekrotisierender Gefäßerkrankungen. Gemeinsam mit Charles Dinarello konnte er wichtige Beiträge zum Verständnis der Rolle des Interleukin-1 im Immunsystem leisten. Auf politischer Ebene konnte er Mitte der 1980er Jahre erreichen, dass die staatlichen Mittel zur Förderung der AIDS-Forschung dramatisch erhöht wurden.
1984 wurde Wolff in die American Academy of Arts and Sciences gewählt. 1992 erhielt er den Alexander Fleming Award der Infectious Diseases Society of America. Er erhielt Ehrendoktorate der Brandeis University und der Tufts University.
Wolff war verheiratet und hatte drei Kinder. Er starb an den Folgen einer Krebserkrankung.